# Fužine, Gorenja vas - Poljane
Fužine so naselje v Občini Gorenja vas - Poljane.